# Flankengriff
Der Flankengriff (auch Kniefaltengriff) ist ein tiermedizinisches Untersuchungsverfahren zur Überprüfung des Duldungsreflexes bei Sauen. Für die Untersuchung gibt es zwei Methoden: Entweder steht der Untersucher hinter der Sau und ergreift mit beiden Händen die Kniefalte und zieht sie nach oben, oder der Untersucher drückt mit einem Knie seitlich in die Flanke. Eine deckbereite Sau toleriert diese Manipulationen. Mit der Stütz- und Reitprobe wird das Ergebnis gesichert.